# Baré EC
Der Baré Esporte Clube, in der Regel nur kurz Baré genannt, ist ein Fußballverein aus Boa Vista im brasilianischen Bundesstaat Roraima.

## Erfolge
- Staatsmeisterschaft von Roraima: 1960, 1964, 1965, 1966, 1967, 1969, 1970, 1971, 1972, 1982, 1984, 1986, 1988, 1996, 1997, 1999, 2006, 2010

- Torneio de Integração da Amazônia: 1983, 1985

## Stadion
Der Verein trägt seine Heimspiele im Estádio Flamarion Vasconcelos, auch unter dem Namen Canarinho bekannt, in Boa Vista aus. Das Stadion hat ein Fassungsvermögen von 9980 Personen.

## Trainerchronik
| Trainer | Nation    | von         | bis |
| ------- | --------- | ----------- | --- |
| Aderbal | Brasilien | August 2020 |     |